# Cosme de la Torriente y Peraza
Pour les articles homonymes, voir Torriente et Peraza.
Cosme de la Torriente y Peraza, né le 27 juin 1872 près de « La Isabel » près de Jovellanos, Matanzas, à Cuba et décédé le 7 décembre 1956 à La Havane, est un soldat, homme politique, juriste et homme d'État cubain. Il est président de l'Assemblée générale de la Société des Nations entre 1923 et 1924.
Il étudie le droit à l'université de La Havane. Il est colonel lors de la guerre hispano-américaine. Il représente le gouvernement cubain lors du mariage du roi Alphonse XIII d'Espagne avec Victoire Eugénie de Battenberg, et reçoit l'ordre d'Isabelle la Catholique. Après la Première guerre mondiale, il est également décoré de la Légion d'honneur par la France.

## Source
- (en) Cet article est partiellement ou en totalité issu de l’article de Wikipédia en anglais intitulé « Cosme de la Torriente y Peraza » (voir la liste des auteurs).